# Pilgramgasse
Pilgramgasse – jedna ze stacji metra w Wiedniu na Linia U4. Została otwarta 27 października 1980. 
Znajduje się w 5. dzielnicy Wiednia Margareten, a nazwa stacji pochodzi od ulicy imienia Franza Antona Pilgrama.